# Olof Skötkonung
Olof III Skötkonung (980-1022), fils de Erik Segersäll et de Sigrid Storråda, est le premier roi chrétien de Suède. 

## Biographie
Il a une vingtaine d'années lorsqu'il succède à son père en 995. Les fonctions royales sont alors encore très limitées en Suède. La même année, il donne refuge dans ses états à son beau-frère, le jarl de Hladir Éric Håkonsson qui a dû abandonner la Norvège au roi Olaf Tryggvason. Peu après le remariage de sa mère avec le roi Sven Barbe Fourchue, il scelle la réconciliation de la Suède avec le Danemark. En 1000, allié à Sven et Erik, Olof l'emporte sur Olaf Tryggvason à la bataille de Svöldr. Le Norvégien y trouve la mort et son royaume est partagé entre les vainqueurs.

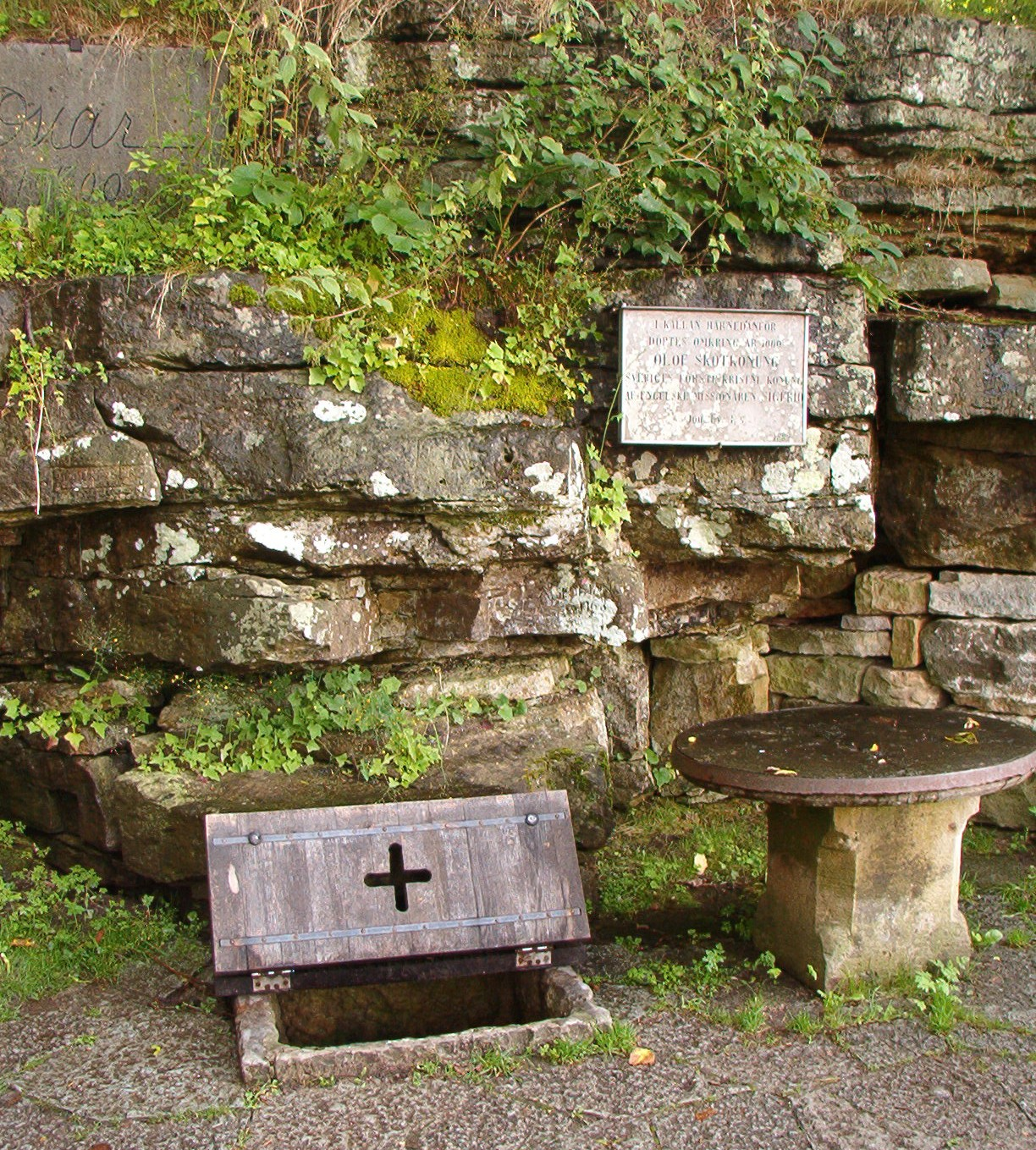
Source où aurait été baptisé Olof, près de l'église d'Husaby.

On estime aussi que c'est du règne d'Olof (ou peut-être de son père Erik) que date la suprématie suédoise sur le Götaland, région plus sensible à l'avancée du christianisme que celle d'Uppsala. 
Selon la légende, Olof y fut baptisé dans la source de Husaby (dans la province de Västergötland) en 1008 par l'archevêque d'York Sigfrid. Cependant, les détails relatifs à son éventuelle conversion restent douteux et on considère que sa conversion soit plus ancienne, voire de naissance.
Selon Adam de Brême, la chrétienté d'Olof est telle qu'il envisage de détruire le grand sanctuaire païen de Gamla Uppsala. Dans les faits, la christianisation fait face à une opposition, mais elle reste un outil qui permet à Olof de renforcer et affirmer son autorité royale.
Olof avait toutefois conclu un accord de statu quo avec ses peuples prévoyant le maintien du culte païen à Uppsala avec le grand sacrifice du mois de goi (mi-février/mi-mars) ainsi que l'implantation à Skara au Västergötland d'un évêché créé vers 1013 par Unwam archevêque de Hambourg-Brême (1013-1029) en faveur de Thurgot.
C'est également Olof qui a frappé les premières pièces suédoises, portant son effigie, à Sigtuna pendant les années 990. Dans la mémoire populaire, le roi Olof laissa enfin le souvenir d'avoir été le premier à instituer la perception d'un impôt régulier.
En 1015, Olaf Haraldsson, un viking de sang royal qu'Olof a déjà eu à combattre, s'impose à son tour sur le trône de Norvège : c'est le futur Saint Olaf. Olof Skötkonung va d'abord lutter contre lui mais ses sujets eux-mêmes vont bientôt l'obliger à traiter.
Vers 1019, il marie une de ses filles à Olaf Haraldsson, et une autre à Iaroslav afin de renforcer des liens diplomatiques visant à réduire le pouvoir du Danemark. Son fils, Anund Jacob, poursuivra sa politique anti-danoise. En se rapprochant de l'est, il confirme l'ouverture commerciale de la mer Baltique par les territoires Rus'.
Il meurt en 1022 et ses deux principales actions restent inachevées : le processus de christianisation et le renforcement de l'autorité royale. Ce processus s'étendra sur plusieurs générations encore.

## Famille
Olof avait pris d'abord comme concubine Edla, la fille du Jarl de Vindland, qui lui donna trois enfants : 
- le futur roi Emund III Gamle, Astrid (femme de saint Olav II de Norvège), et Holmfrid.

Il épousa ensuite en union légitime la fille d'un prince des Abodrites du Mecklembourg connue seulement sous le nom scandinave d'Estrid avec qui il eut deux autres enfants : 
- Anund, né vers 1007, la veille de la Saint-Jacques, et qui fut baptisé pour cela sous le nom chrétien de « Jakob » malgré les réticences de ses sujets[5] et qui lui succéda à sa mort ;
- Ingigerd (+1050) : un moment fiancée au roi norvégien Olaf Haraldsson Digre (le Gros), elle épousa finalement Jarzleifr (Iaroslav le Sage), le fils de Valdimar (Vladimir le Saint) prince de Kiev-Novgorod. Elle est la mère d'Anne de Kiev qui épouse Henri Ier, roi de France (1008-1060), d'où la suite des Capétiens.

Les deux tombeaux devant la petite église de Huseby dans le Västergötland furent d'abord attribués à Olof et sa dernière épouse. Toutefois, l'âge des tombeaux ne correspondent pas à l'époque de Olof. Les recherches situeraient davantage le tombeau de Olof à Skara ou Linköping.

## Postérité
Le règne d'Olof est considéré comme un important tournant pour le royaume de Suède. Il est resté dans l'histoire comme le premier roi chrétien de Suède bien que la religion chrétienne ne s'impose pas dans le royaume et que son règne correspond à une période de mixité avec le paganisme et la survivance du site religieux de Gamla Uppsala.